# Jane Smiley
Jane Smiley (Los Ángeles (California), 26 de septiembre de 1949) es una novelista estadounidense. Smiley ganó el Premio Pulitzer en 1992 por su novela A Thousand Acres.

## Biografía
Smiley nació en Los Ángeles (California) y fue criada en Webster Groves, un suburbio de San Luis (Misuri). Allí, se graduó de la John Burroughs School. Posteriormente obtuvo un Bachelor of Arts en la Universidad de Vassar y una maestría y un doctorado de la Universidad de Iowa. Mientras trabajaba en su doctorado, pasó un año estudiando en Islandia como parte del Programa Fulbright.
Smiley publicó su primera novela, Barn Blind, en 1980 y, en 1985, ganó el Premio O. Henry por su cuento "Lily", el cual fue publicado en The Atlantic Monthly. Su novela de 1991 A Thousand Acres, basada en la obra El rey Lear, ganó el Premio Pulitzer a la Novela en 1992. Esta novela fue adaptada en la película hómonima de 1997.
En 1995, escribió un guion para televisión para un episodio de Homicide: Life on the Street. Así mismo, en 2002, su novela corta The Age of Grief fue adaptada en la película The Secret Lives of Dentists.
Entre 1981 y 1996, Smiley enseñó composición creativa en la Iowa State University. En 2001, fue elegida miembro de la Academia Estadounidense de las Artes y las Letras.

## Obras

### Novelas
- 1980 – Barn Blind.

- 1981 – At Paradise Gate.
- 1984 – Duplicate Keys.
- 1988 – The Greenlanders.
- 1991 – A Thousand Acres.
- 1995 – Moo.
- 1998 – The All-True Travels and Adventures of Lidie Newton.
- 2000 – Horse Heaven.
- 2003 – Good Faith.
- 2007 – Ten Days in the Hills.
- 2010 – Private Life.
- 2014 – Some Luck.
- 2015, abril – Early Warning.
- 2015, octubre – Golden Age.
- 2020 – Perestroika in Paris.
- 2022 – A Dangerous Business.
- 2024 – Lucky.

### Novelas traducidas al español
- 1992 – Heredarás la tierra (A Thousand Acres, 1991), traducción de Iris Menéndez. Tusquets.
- 1995 – Mu U (Moo, 1995), traducción de Jordi Fibla. Tusquets.
- 2000 – Las fabulosas aventuras de Lidie Newton (The All-True Travels and Adventures of Lidie Newton, 1998), traducción de Roser Berdagué Costa. Tusquets.
- 2003 – El paraíso de los caballos (Horse Heaven, 2000), traducción de Roser Berdagué Costa. Tusquets.
- 2005 – De buena fe (Good Faith, 2003), traducción de Fernando Garí Puig. Tusquets.
- 2023 – Heredarás la tierra (A Thousand Acres, 1991), traducción de Inga Pellisa. Sexto Piso.

### Libros de cuentos
- 2019 – La edad del desconsuelo (The Age of Grief, 1987), traducción de Francisco Gonzáles López. Sexto Piso.
- 2020 – Un amor cualquiera (Ordinary Love, 1989), traducción de Francisco González López. Sexto Piso.
- 2021 – La mejor voluntad (Good Will, 1989), traducción de Inga Pellisa. Sexto Piso.

### No ficción
- 1989 – Catskill Crafts.
- 2003 – Charles Dickens.
- 2004 – A Year at the Races: Reflections on Horses, Humans, Love, Money, and Luck.
- 2005 – Thirteen Ways of Looking at the Novel.

- 2010 – The Man Who Invented the Computer.

### Novela juvenil
- 2009 – The Georges and the Jewels (2009)
- 2010 – A Good Horse (2010)
- 2011 – True Blue (2011)
- 2013 – Pie in the Sky (2012)
- 2013 – Gee Whiz (2013)
- 2018 – Riding Lessons (2018)
- 2019 – Saddles and Secrets (2019)
- 2020 – Taking the Reins (2020)